# Trocholaoma ninguicola
Trocholaoma ninguicola är en snäckart som beskrevs av Tom Iredale 1937. Trocholaoma ninguicola ingår i släktet Trocholaoma och familjen punktsnäckor. Inga underarter finns listade i Catalogue of Life.